# Vonkleinsmidia
Vonkleinsmidia es un género de foraminífero bentónico de la Subfamilia Sestronophorinae, de la Familia Eponididae, de la Superfamilia Discorboidea, del Suborden Rotaliina y del Orden Rotaliida. Su especie-tipo es Vonkleinsmidia elizabethae. Su rango cronoestratigráfico abarca el Holoceno.

## Clasificación
Vonkleinsmidia incluye a las siguientes especies:
- Vonkleinsmidia discors
- Vonkleinsmidia elizabethae
- Vonkleinsmidia nolens
- Vonkleinsmidia obscura